# Vivlio
Vivlio est une entreprise française commercialisant des liseuses et des livres numériques.

## Historique
L'entreprise est fondée à Lyon en 2011 par Guillaume Decitre sous le nom de TEA, The Ebook Alternative, avec pour objectif de proposer une alternative aux solutions des géants du e-commerce sur le marché du livre numérique.
En 2019, l'entreprise change de nom et crée une marque grand public avec le lancement officiel de Vivlio,. Vivlio est également le nom de la marque des liseuses commercialisées par l'entreprise en Europe, principalement en France et en Belgique.
En décembre 2018, Vivlio inaugure sa propre librairie numérique, avec un catalogue de livres numériques de plus d'un million de références en français et en langues étrangères.
En 2020, Vivlio devient le prestataire numérique de la chaîne de librairie belge Standaard Boekhandel. C'est aussi l'année de la mise sur le marché de la liseuse Touch Lux 5. En novembre 2020, l'entreprise Vivlio reçoit le label French Tech One Lyon Saint-Étienne.
En janvier 2022, Guillaume Decitre cède ses parts de l'entreprise Vivlio à la holding SODIVAL, maison mère de la société Cultura. David Dupré devient président de Vivlio,.
Le 7 octobre 2022, Vivlio achète la société Rocambole et son application Doors. Doors est la première plateforme de lecture en streaming, elle propose des chapitres de cinq minutes tous les jours.
Le 18 novembre 2022, Vivlio obtient devant le tribunal de commerce de Paris la reprise des actifs de la société française Bookeen, placée en redressement judiciaire. Bookeen fait partie des pionniers sur le marché des liseuses et possède BookeenStore.com, une librairie en ligne de livres numériques.
L'entreprise compte trente-sept salariés en mai 2022 et son siège social est situé à Lyon.
En septembre 2024, Vivlio lance 2 liseuses à écran couleur, Vivlio Light HD Color et Inkpad Color 3,.